# Алеш Мертель
Алеш Мертель (словен. Aleš Mertelj; нар. 22 березня 1987, Крань) — словенський футболіст, півзахисник клубу «Марибор» та національної збірної Словенії.

## Клубна кар'єра
Розпочав грати у футбол в клубі «Триглав» з рідного міста Крань в другому словенському дивізіоні.
Влітку 2008 року перейшов до клубу «Копер» з елітного дивізіону, в якому провів один сезон, взявши участь у 35 матчах чемпіонату, в яких забив 3 голи.[джерело?]
До складу клубу «Марибор» приєднався влітку 2009 року. Відтоді став з командою п'ятиразовим чемпіоном Словенії, триразовим володарем Кубка Словенії, а також чотириразовим володарем Суперкубка Словенії. Всього встиг відіграти за команду з Марибора 174 матчі в національному чемпіонаті.

## Виступи за збірну
26 травня 2012 року дебютував в офіційних матчах у складі національної збірної Словенії, вийшовши на заміну за 6 хвилин до кінця товариської гри проти збірної Греції. Наразі провів у формі головної команди країни 16 матчів.

## Сім'я
Має сестру і старшого брата Сенді, який є професійним гравцем у водне поло.

## Титули і досягнення
- Чемпіон Словенії (6):

«Марибор»: 2010-11, 2011-12, 2012-13, 2013-14, 2014-15, 2016-17
- Володар Кубка Словенії (4):

«Марибор»: 2009-10, 2011-12, 2012-13, 2015-16
- Володар Суперкубка Словенії (3):

«Марибор»: 2012, 2013, 2014